# HMS H23
HMS H23 – brytyjski okręt podwodny typu H. Zbudowany w roku 1917 w stoczni Vickers w Barrow-in-Furness, gdzie okręt został wodowany 29 stycznia 1918 roku. Do służby w Royal Navy został przyjęty 25 kwietnia 1918 roku.
HMS H23 był kolejnym z serii okrętów typu H ze zmienioną konstrukcją. Po internowaniu części okrętów budowanych na zlecenie w Stanach Zjednoczonych zapadła decyzja o przeniesieniu produkcji do Wielkiej Brytanii. Od początku 1917 roku do końca 1920 roku w stoczniach Vickers, Cammell Laird, Armstrong Whitworth, Beardmore oraz HM Dockyard wybudowano 23 okręty tej klasy.
W listopadzie 1918 roku okręt należał do Czternastej Flotylli Okrętów Podwodnych (14th Submarine Flotilla) stacjonującej w Blyth
4 maja 1934 roku H23 został sprzedany firmie Young z Sunderland.